# Schweizer Badmintonmeisterschaft 2001
Die Schweizer Badmintonmeisterschaft 2001 fand am 3. und 4. Februar 2001 in La Chaux-de-Fonds statt.

## Medaillengewinner
| Disziplin    | Gold                                   | Silber                        | Bronze                           |
| ------------ | -------------------------------------- | ----------------------------- | -------------------------------- |
| Herreneinzel | Thomas Wapp                            | Markus Arnet                  | Morten Bundgaard                 |
| Herreneinzel | Thomas Wapp                            | Markus Arnet                  | Stephan Bäriswil                 |
| Dameneinzel  | Judith Baumeyer                        | Santi Wibowo                  | Bettina Villars                  |
| Dameneinzel  | Judith Baumeyer                        | Santi Wibowo                  | Petra Kretzer                    |
| Herrendoppel | Rémy Matthey de l’Etang Pascal Bircher | Paulo von Scala Elias Wieland | Morten Bundgaard Roland Waltert  |
| Herrendoppel | Rémy Matthey de l’Etang Pascal Bircher | Paulo von Scala Elias Wieland | Stephan Bäriswil Manrico Glauser |
| Damendoppel  | Judith Baumeyer Santi Wibowo           | Petra Kretzer Silvia Albrecht | Huwaina Razi Farha Razi          |
| Damendoppel  | Judith Baumeyer Santi Wibowo           | Petra Kretzer Silvia Albrecht | Corinne Jörg Myriam Césari       |
| Mixed        | Pascal Bircher Santi Wibowo            | Elias Wieland Judith Baumeyer | Fabrice Césari Corinne Jörg      |
| Mixed        | Pascal Bircher Santi Wibowo            | Elias Wieland Judith Baumeyer | Jürg Schadegg Silvia Albrecht    |